# 南亞裔
南亞裔人士是一個全球各地給予南亞國家的人的統稱，裔的意思是一族人，又可用於一群同一類別的人身上，南亞是亞洲南部的一部分。南亞裔是指原居地為南亞的民族之統稱，主要有來自以下地區的人口：
- 巴基斯坦
- 印度
- 馬爾地夫
- 尼泊爾
- 不丹
- 孟加拉
- 斯里蘭卡

南亞人可再細分為北部的印度雅利安人與南方達羅毗荼人，與少数藏緬人種、蒙古人種與棕色人種。